# THYME
THYME（タイム）は、日本の三人組バンド。

## 概要
2004年、作曲家として活動していた清水哲平に、ソロ・シンガーとしてデビューしていた神山さやかが楽曲制作を依頼。これを機に神山のソロプロジェクトを清水がサポートする形での共演がスタートした。2005年6月、神山が「THYME」への改名を発表。同年12月には清水がTHYMEのソロプロジェクトに本格参入する形で、音楽ユニット「THYME」へと発展した 
（シンガーのTHYMEはその後「thyme」に改名した）。2006年7月には従来からサウンドメイキングで協力してきた星野孝文が加入し、3人組のバンド編成となった。
2007年9月にシングル『Hello』でメジャーデビュー。2008年4月のセカンドシングル『forever we can make it!』はテレビアニメ『To LOVEる -とらぶる-』のオープニングテーマとなった。2008年9月には1stアルバム『first 9uality』が発表された。
2010年2月に所属事務所を辞めフリーになる。同年9月、THYMEのバンドとしての活動終了し、同時にボーカルのthymeがソロ活動をすると発表。
THYMEのバンド名はハーブのタイムに由来する。

## メンバー
- thyme（タイム）　神山 さやか（かみやま さやか）
- 清水 哲平（しみず てっぺい）
- 星野 孝文（ほしの たかふみ）

## 来歴
- 2004年7月、神山さやかが清水哲平に楽曲制作を依頼。
- 2005年3月21日、神山のソロライブを清水がサポート。
- 2005年6月13日、神山が自身のブログで「THYME」への改名を発表。
- 2005年10月、THYMEが自主制作シングル「晴天／白い花」リリース。
- 2005年12月21日、清水哲平がTHYMEのソロプロジェクトに本格参加、THYMEは音楽ユニットに。初ライブ。
- 2006年3月、自主制作シングル「Drive／優しい歌がある場所へ」リリース。
- 2006年7月、星野孝文が加入。3人組のバンド編成に。
- 2007年9月5日、メジャーデビュー。1stシングル「Hello」をリリース。
- 2008年4月23日、2ndシングル「forever we can make it!」をリリース。
- 2008年8月6日、3rdシングル「Fly Away」をリリース。
- 2008年9月3日、1stアルバム「first 9uality」をリリース。
- 2008年12月3日、4thシングル「愛する人」をリリース。
- 2010年2月、所属事務所を辞める。
- 2010年9月23日、THYMEの活動終了及びボーカルのthymeがソロ活動を開始するとブログで発表。

## ディスコグラフィー
シングル （メジャーデビュー以降）
1. Hello
2. forever we can make it!
3. Fly Away
4. 愛する人

アルバム
1. first 9uality

## ラジオ番組
- Hello we are THYME!!!（FM AICHI毎週土曜日 19:00～19:30）
- Fly Away（お台場レインボーステーション毎月第二金曜日 20:20～20:45）
- UP's BEAT（Inter FM毎週木曜日 18:00～18:55）2008年10月のマンスリー